# Xymon
Xymon ist eine freie Software zur Überwachung von Programmen, Netzwerkdiensten und Computern. Die Server-/Client-Überwachungslösung ist eine freie Alternative zum kommerziellen Big Brother und steht unter der GPL. Aus rechtlichen Gründen wurde der ursprüngliche Name „Hobbit“ in „Xymon“ geändert.
Mit der Software ist es zum Beispiel möglich, Netzwerkdienste wie einen Webserver oder einen SSH-Server zu überwachen und den aktuellen Status sowie ältere Überwachungsergebnisse grafisch darzustellen.
Xymon dient meistens in Rechenzentren dazu, eine größere Zahl von Computern zu überwachen.